# 신오노미치역
신오노미치역(일본어: 新尾道駅, しんおのみちえき 신오노미치에키[*])은 일본 히로시마현 오노미치시에 위치한 서일본 여객철도 소속의 철도역으로, 산요 신칸센의 정차역이다. 승강장은 2면 2선의 구조이다.

## 승강장
| 1 | 산요 신칸센 | (하행) | 히로시마 · 하카타 방면  |
| 2 | 산요 신칸센 | (상행) | 오카야마・신오사카 방면 |

## 인접 역
| 서일본 여객철도 산요 신칸센 | 서일본 여객철도 산요 신칸센 | 서일본 여객철도 산요 신칸센 |
| --------------------------- | --------------------------- | --------------------------- |
| 후쿠야마 신오사카 방면      | ■ 산요 · 규슈 신칸센        | 미하라 하카타 방면          |